# Sybirak

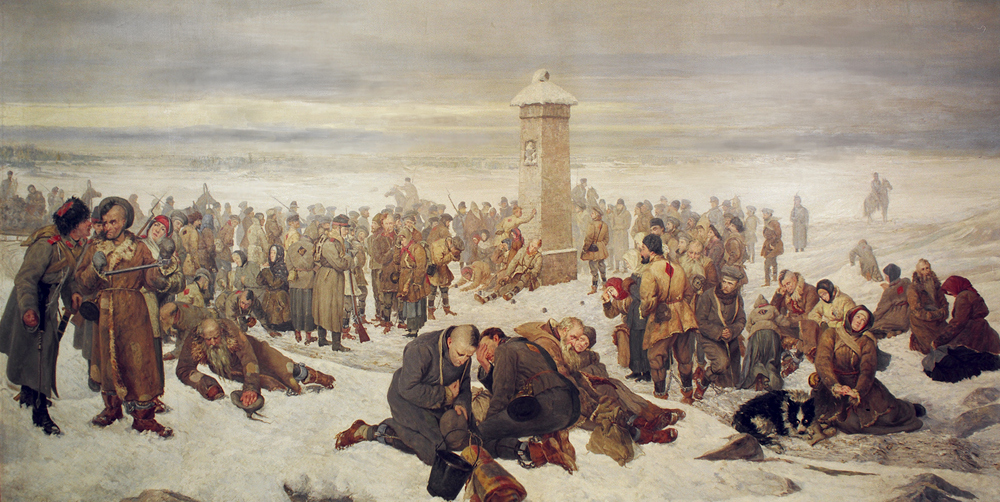
Adieu à l'Europe, de Aleksander Sochaczewski, représente l'exil de Polonais après l'insurrection de janvier 1863. L'obélisque marque la frontière entre l'Europe et l'Asie ; le peintre, qui fut lui aussi exilé, s'est peint sur la droite.

Sybirak (du polonais, prononcé sɨˈbirak, pluriel : sybiracy ; équivalent russe sibiryák) est tout habitant de la Sibérie, mais plus particulièrement les Polonais emprisonnés ou exilés en Sibérie, voire ceux envoyés dans l'Arctique russe ou dans le Kazakhstan pendant les années 1940.

## Histoire
La déportation de Polonais commença dès le 18e siècle lors de l'Empire russe, notamment avec ceux qui souhaitaient étendre l'influence de la république des Deux Nations, et plus particulièrement les partisans de la confédération de Bar.
Après que le droit pénal russe ait été changé en 1847, faisant du travail forcé et du katorga des peines communes, les Polonais y furent de plus en plus nombreux, commençant à être dénommés Sybiraks et à y former une minorité.
La plupart des Sybiraks étaient en Sibérie à la suite de l'insurrection de Novembre de 1830, l'insurrection de janvier 1863, et la révolution polonaise de 1905. Puis, avec l'invasion soviétique de la Pologne en 1939, ce furent des centaines de milliers de Polonais qui furent déplacés.
Au 18e siècle, il n'y eut qu'un nombre limité de colons volontaires, attirés par le développement économique possible de la Sibérie. Ils y formèrent une minorité polonaise en Russie avec les condamnés à qui il était interdit de retourner chez eux, même après l'exécution de leur peine, et qui purent contribuer à la construction du Transsibérien.
Nombreux furent les intellectuels polonais à étudier la Sibérie : Aleksander Czekanowski, Jan Czerski, Benedykt Dybowski, Victor Godlewski, Agaton Giller (en), Bronisław Piłsudski et Waclaw Sieroszewski.
Près de 20 000 Polonais vivaient en Sibérie dans les années 1860, qui : se soulevèrent en 1866 (en).

## Galerie

### Documents

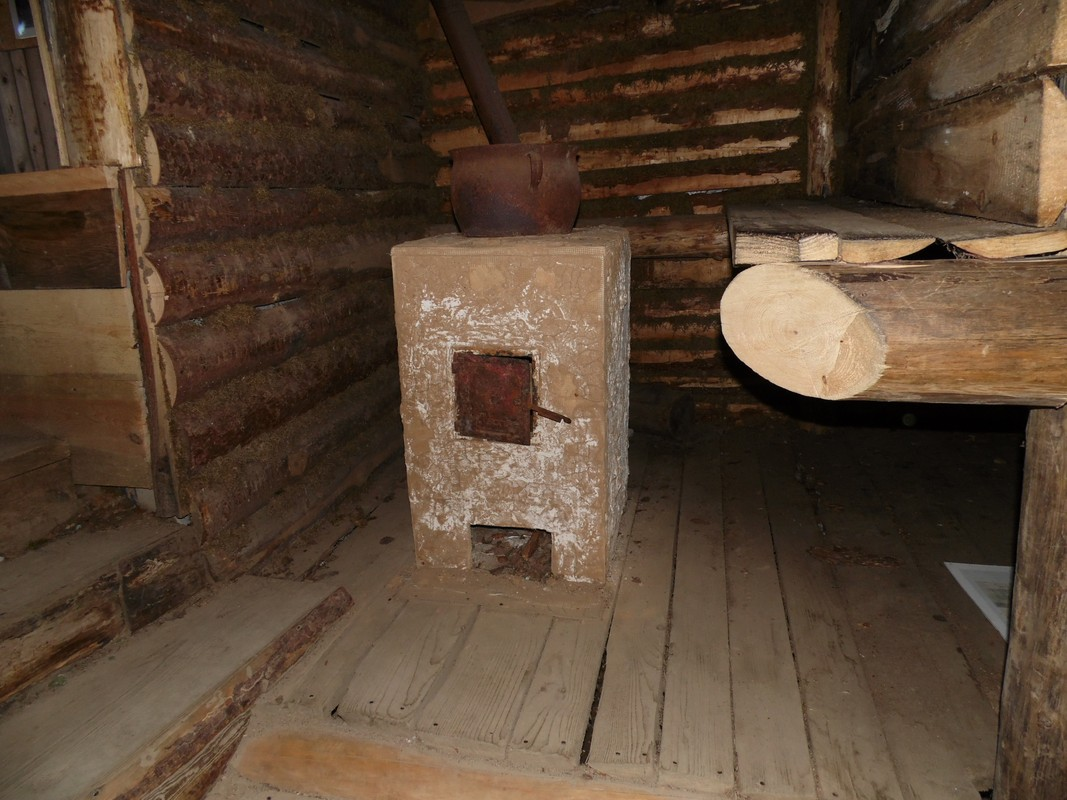
Intérieur d'une maison de Sybirak.
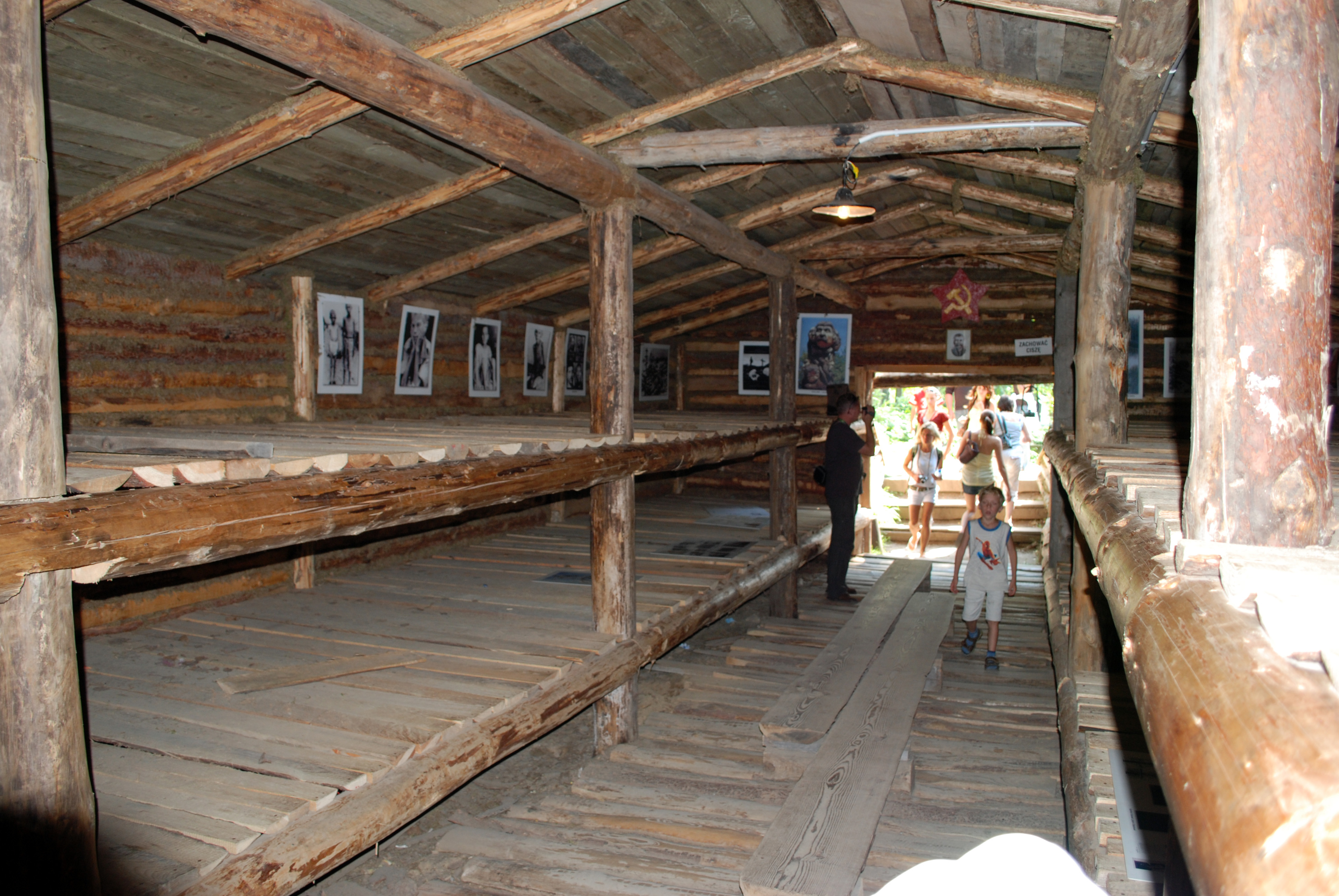
Des baraquements vieux de plus de deux siècles aujourd'hui en Pologne.
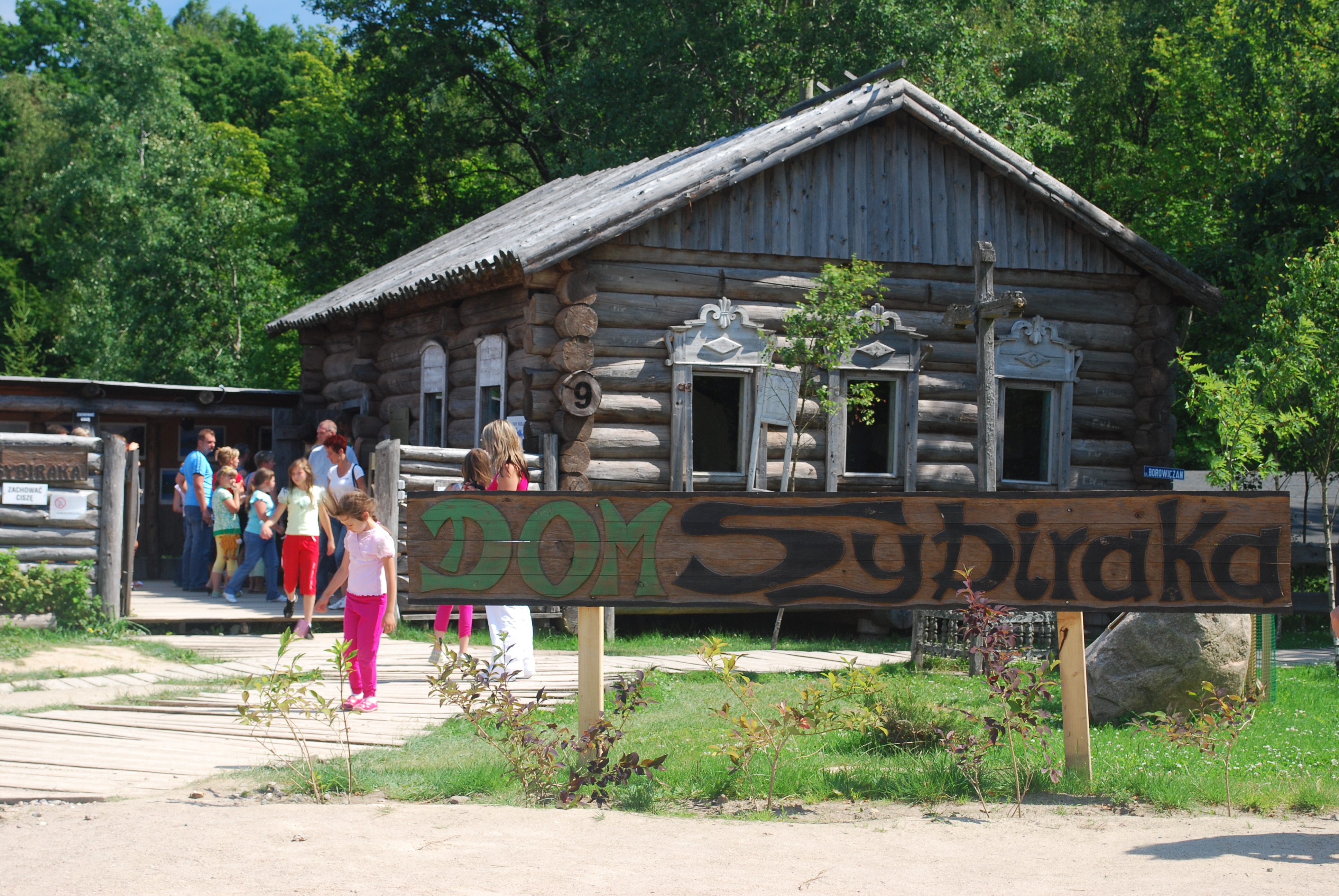
Extérieur d'une maison de Sybirak.
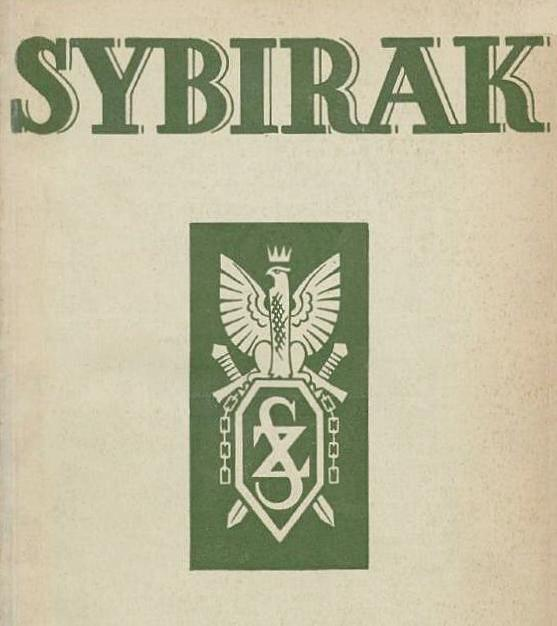
La revue Sybirak (pl), parue dans les années 1930, qui eut Artur Zabęski et Marceli Poznańsk comme rédacteurs en chef, traitait des problématiques des Sybiraks.
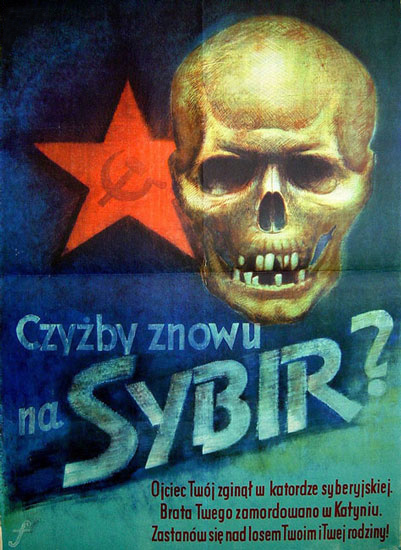
Affiche de propagande allemande anti-soviétique de 1943 rédigée en polonais : « La Sibérie encore ? Ton père a disparu dans le katorga. Ton frère a été tué à Katyń. Pense à ton sort et à celui de ta famille ! »

### Œuvres

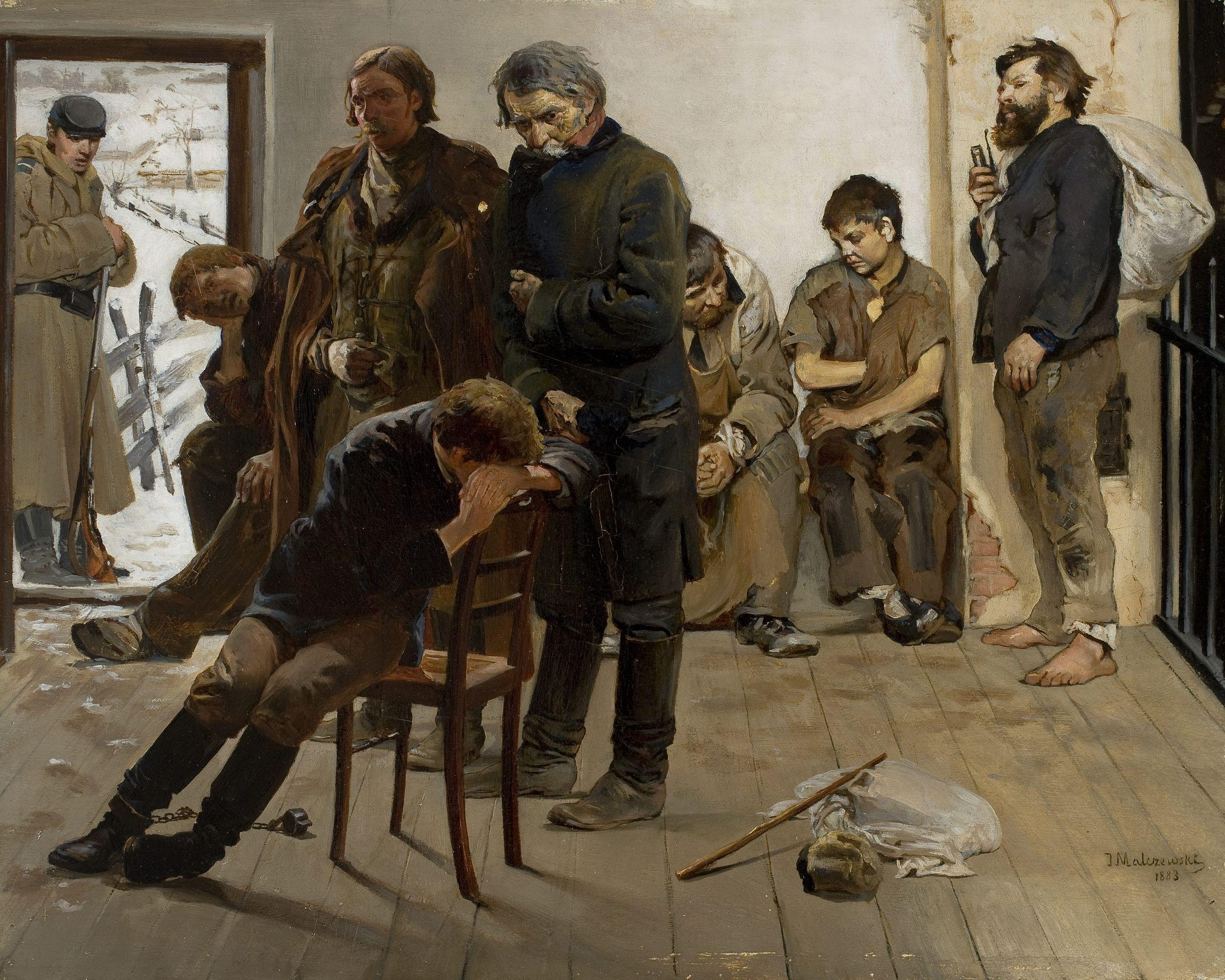
Les Prisonniers (en route pour la Sibérie), Jacek Malczewski.
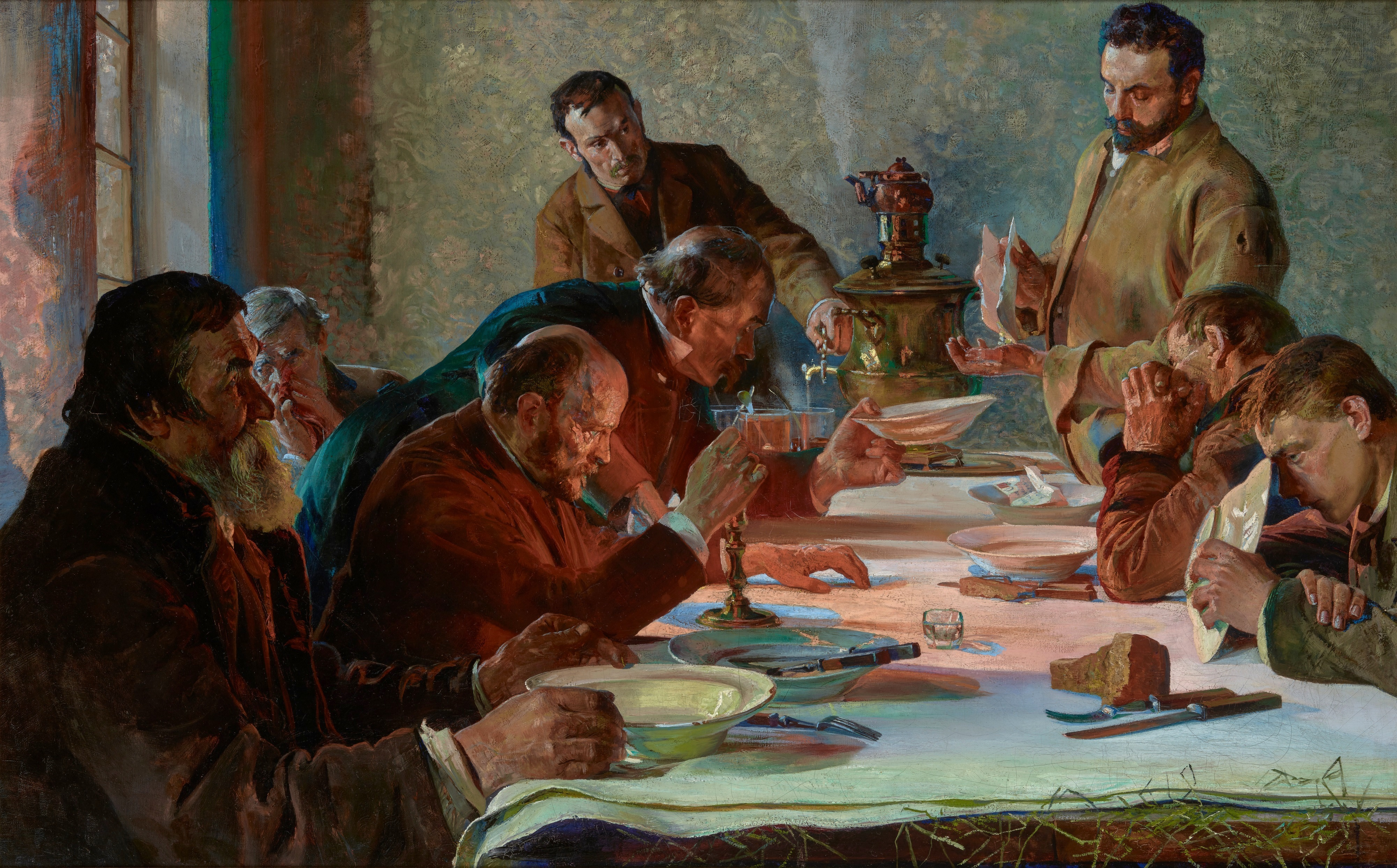
Noël en Sibérie, Jacek Malczewski.
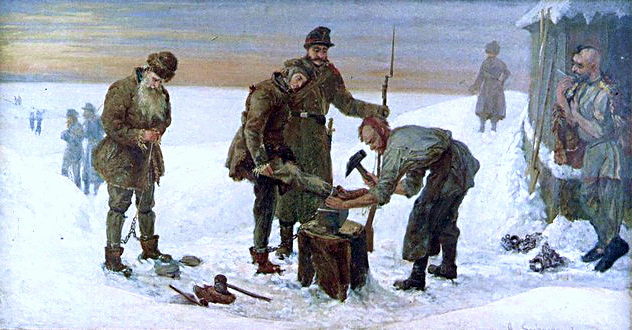
Soirée : pose d'entraves, Aleksander Sochaczewski.
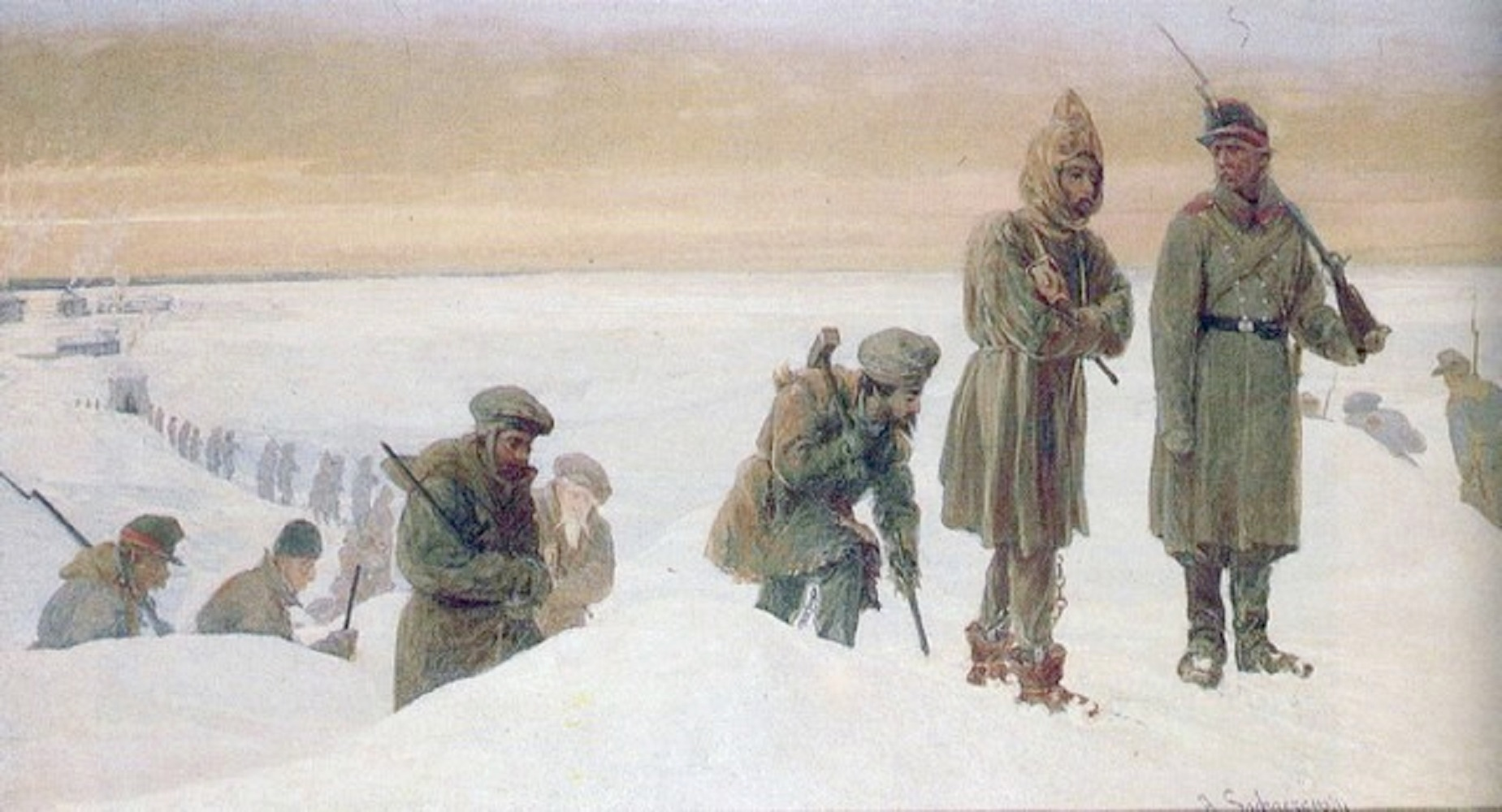
Sybiraks, Aleksander Sochaczewski. À droite du gardien, Raphaël de Saint-Joseph : déporté 10 ans en Sibérie, il fut ensuite béatifié et canonisé par Jean-Paul II.
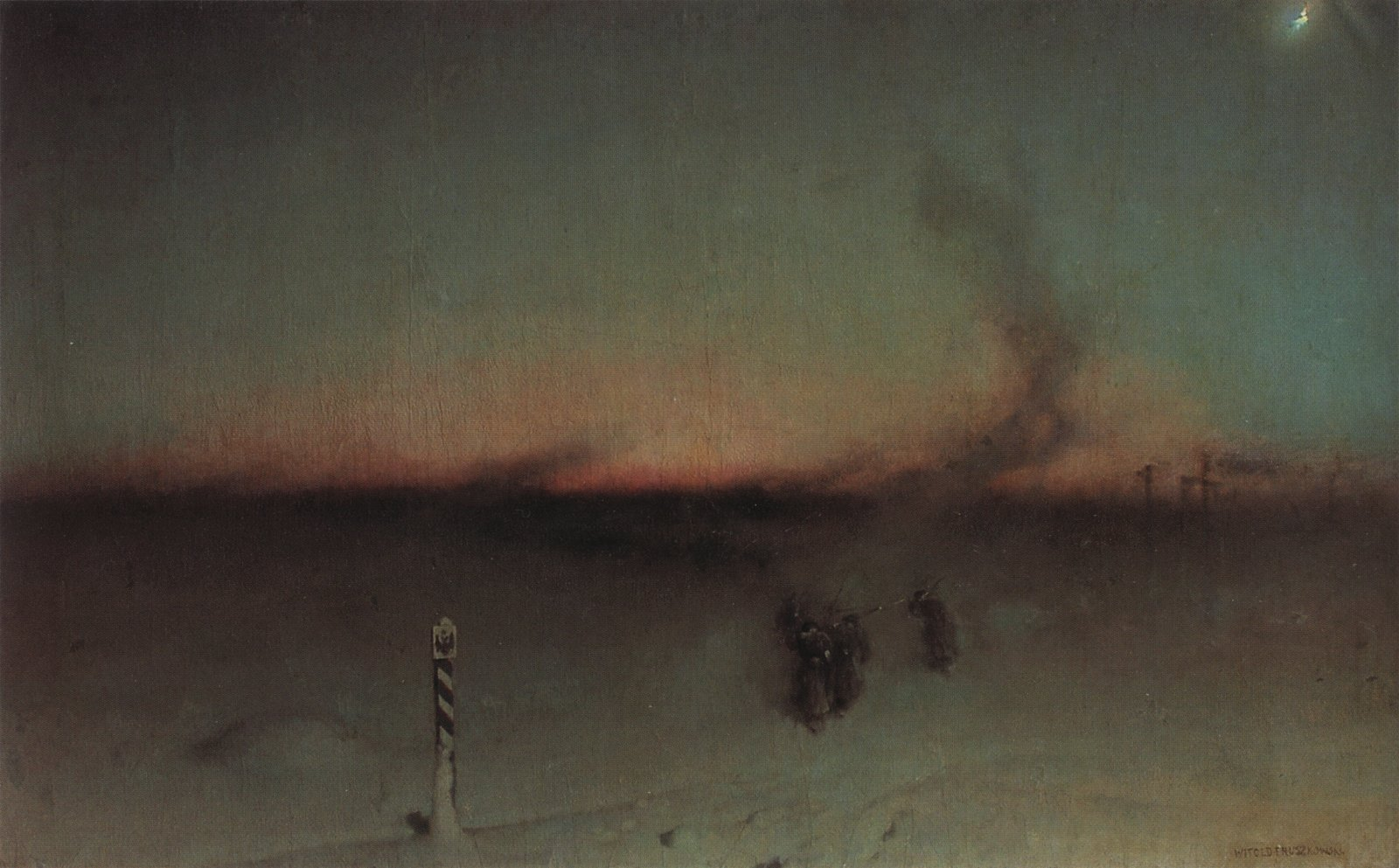
En exil en Sibérie, Witold Pruszkowski.